# Slide Hampton
Pour les articles homonymes, voir Hampton.
Locksley Wellington « Slide » Hampton, né le 21 avril 1932 à Jeannette, et mort le 18 novembre 2021 à Orange (New Jersey), est un tromboniste de jazz américain.

## Discographie

### En tant que leader
| Année | Titre                                 | Label           |
| ----- | ------------------------------------- | --------------- |
| 2003  | Spirit of the Horn                    | MCG Jazz        |
| 2002  | Jazz Matinee                          | Hanssler        |
| 2002  | Slide Plays Jobim                     |                 |
| 1999  | Inclusion                             | Sound Hills     |
| 1993  | Dedicated to Diz                      | Telarc          |
| 1982  | Roots                                 | Criss Cross     |
| 1979  | World of Trombones                    | West 54 Records |
| 1962  | Explosion! The Sound of Slide Hampton | Atlantic        |
| 1962  | Exodus (Recorded in Paris)            | Philips         |
| 1962  | Drum Suite                            | Epic            |
| 1961  | Two Sides of Slide Hampton            | Charlie Parker  |
| 1960  | Sister Salvation                      | Atlantic        |
| 1959  | Slide Hampton and His Horn of Plenty  | Strand          |

### En tant que sideman
Avec Art Blakey
- Killer Joe (Union Jazz, 1981) – avec George Kawaguchi

Avec Robin Eubanks
- Different Perspectives (JMT, 1989)

Avec Dizzy Gillespie
- Live at the Royal Festival Hall (Enja, 1989)

Avec Dexter Gordon
- A Day in Copenhagen (MPS, 1969)

Avec Barry Harris
- Luminescence! (Prestige, 1967)

Avec Sam Jones
- Changes & Things (Xanadu, 1977)

Avec McCoy Tyner
- 13th House
- The Turning Point
- Journey

Avec Hank Mobley
- The Flip (Blue Note, 1970)

Avec Charles Mingus
- Mingus Revisited (1960)

Avec Woody Shaw
- The Woody Shaw Concert Ensemble at the Berliner Jazztage (Muse, 1976)

Avec Randy Weston
- Destry Rides Again (United Artists, 1959)
- Uhuru Afrika (Roulette, 1960)